# アンディ・パズ
アンディ・ミゲル・パズ（Andy Miguel Paz、1993年1月5日 - ）は、キューバ出身のプロ野球選手（捕手）。

## 経歴
1993年にキューバで生まれ、2006年にフランスへ渡った。
2010年にMLBのオークランド・アスレチックスとマイナー契約を結んだ。
2012年は、第3回WBC予選のフランス代表に選ばれた。
2014年8月28日に、この年から開催されたフランス国際野球大会のフランス代表メンバーが発表され代表入りした。
また、第33回ヨーロッパ野球選手権大会のフランス代表にも選出された。
2016年、第4回WBC予選のフランス代表に選出された。

## 詳細情報

### 代表歴
- 2013 ワールド・ベースボール・クラシック・フランス代表
- 第1回フランス国際野球大会フランス代表
- 第33回ヨーロッパ野球選手権大会フランス代表
- 2017 ワールド・ベースボール・クラシック・フランス代表